# Corinna javuyae
Espèce
Corinna javuyae est une espèce d'araignées aranéomorphes de la famille des Corinnidae.

## Distribution
Cette espèce est endémique de Porto Rico.

## Publication originale
- Petrunkevitch, 1930  : The spiders of Porto Rico. Part three. Transactions of the Connecticut Academy of Arts and Sciences, vol. 31, p. 1-191.